# Pitcairnia palmeri
Pitcairnia palmeri là một loài thực vật có hoa trong họ Bromeliaceae. Loài này được S.Watson miêu tả khoa học đầu tiên năm 1887.